# Opařany (zámek)
Zámek Opařany je barokní komplex z 1. poloviny 18. století. Areál byl původně jezuitským klášterem a je s ním spojen barokní kostel svatého Františka Xaverského, který byl vystavěn podle návrhu Kiliána Ignáce Dientzenhofera. Nachází se v Opařanech v okrese Tábor. Celý zámecký areál je chráněn jako kulturní památka.

## Historie

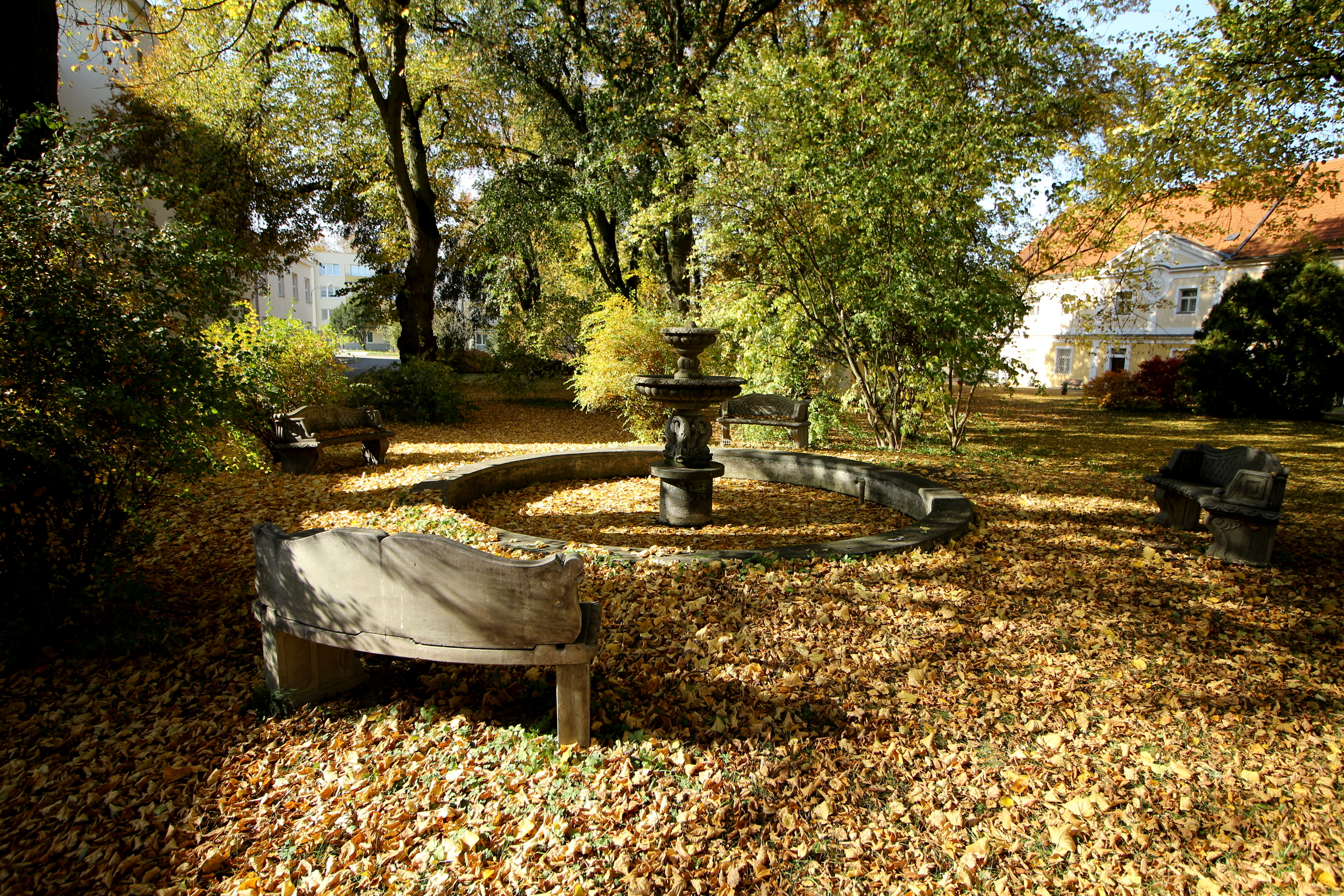
Zámecký park

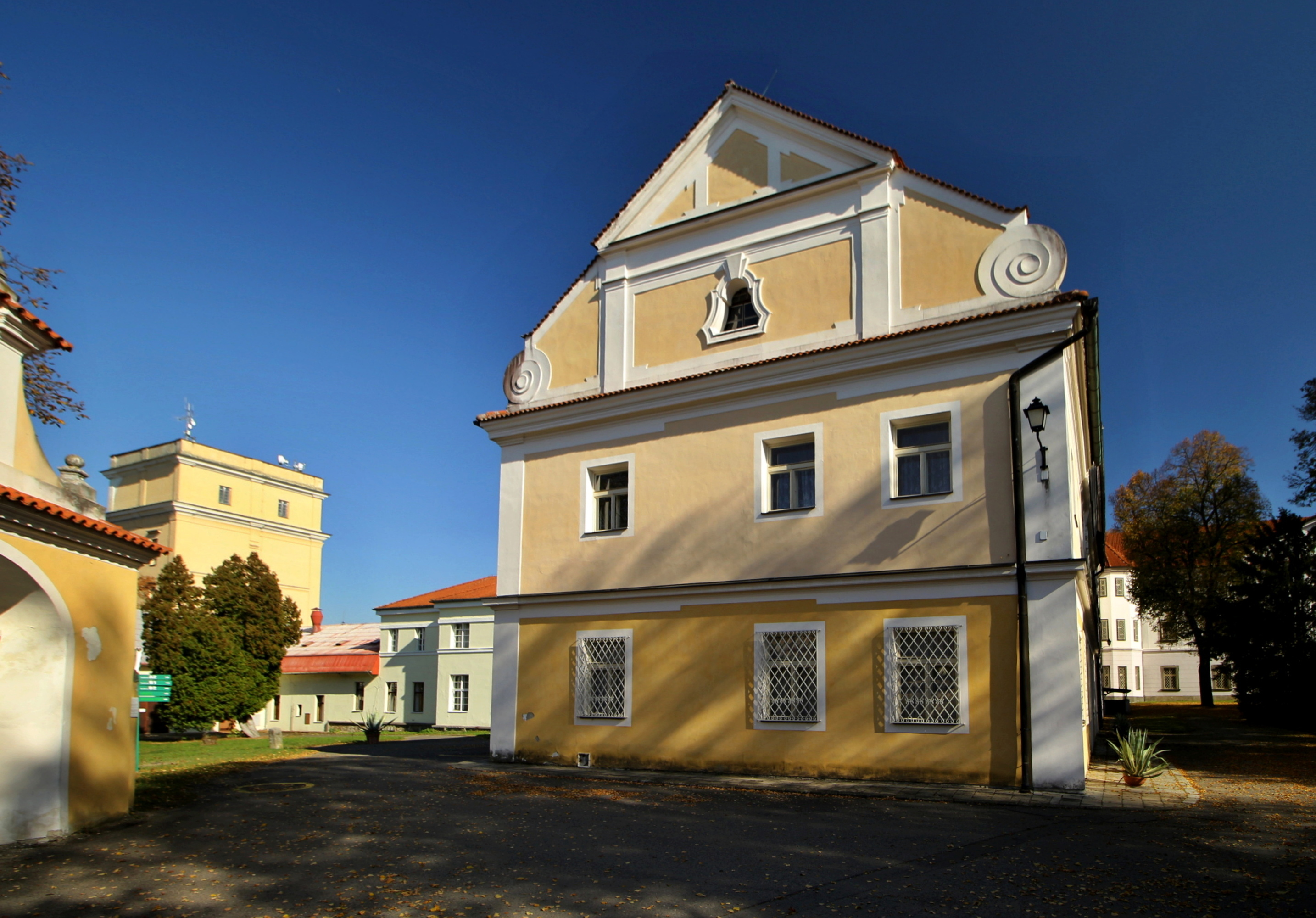
Zámecké budovy

V Opařanech původně stávala tvrz. Když byla již ve velmi špatném stavu, byl na jejím místě 17. dubna 1657 položen základní kámen kostelíka, zasvěceného sv. Františkovi Xaverskému.
V roce 1717 zde však pražští jezuité z novoměstské koleje zahájili velkorysou stavbu kláštera a podoba stávajícího kostela se zřejmě neslučovala s jejich představou. V roce 1732, tedy pět let poté, co byl klášter dokončen, tak došlo k úplné demolici kostela. Autorstvím návrhu nového kostela jezuité pověřili jednoho z nejslavnějších architektů doby, Kiliána Ignáce Dientzenhofera. Kostel podle jeho projektu zde byl vystavěn v letech 1732 až 1735.
Po zrušení jezuitského řádu v roce 1773 připadl jeho majetek v Opařanech a Bernarticích studijnímu fondu. Ve veřejné dražbě ho pak koupila kněžna Quidobaldina z Paarů a připojila ho k panství v Bechyni. V klášteře začaly fungovat vrchnostenské úřady a úředníci zde i bydleli.
Od roku 1854 byl majetek nabízen zemskému výboru. V roce 1887 si bývalý klášter, označovaný již jako zámek, zemský výbor pronajal a o dva roky později koupil za účelem psychiatrické péče o dospělé. Od roku 1924 ji vystřídala psychiatrická péče o děti.